# Stiletto
Lo stiletto (dal latino stilus, "piolo, bacchetta") è un'arma bianca simile ad un pugnale, dalla lama molto sottile, lunga ed acuminata, generalmente a sezione triangolare. Talvolta la lama può essere anche a sezione quadrata e in quel caso l'arma viene più propriamente definita quadrello. Proprio per questa sua caratteristica è in grado di provocare ferite assai gravi poiché di difficile rimarginazione.

## Storia
Lo stiletto ha iniziato a guadagnarsi la sua fama durante il Medioevo, quando era popolare come strumento contro i cavalieri pesantemente corazzati perché la sua lama sottile poteva passare agilmente attraverso le maglie della cotta.
Lo stiletto, inoltre, è stata una delle armi preferite dagli assassini, perché era un'arma facile da nascondere, che si poteva tenere in una manica o sotto il mantello. L'assassino poteva indossare abiti comuni e colpire senza troppa violenza: data infatti l'estrema capacità di penetrazione della lama, era sufficiente spingere con forza, evitando così di farsi notare e rendendo difficile una successiva identificazione.
Fu considerato, nel corso dei secoli, quasi sempre come arma particolarmente insidiosa e, a fasi alterne, ne fu proibito il porto e, naturalmente, l'uso.

## Utilizzo
Lo scopo principale nell'uso dello stiletto consiste nel farlo penetrare nello sterno per trafiggere il cuore. È un'arma che sfrutta l'"effetto sorpresa", per nulla adatta al combattimento corpo a corpo.
Lo stiletto è usato anche per la decorazione alimentare, per effettuare decorazioni e intagli sempre perfetti e precisi. Si consideri ad esempio lo stiletto thailandese a doppia lama.

## Disciplina normativa

### Italia
Ancora oggi è considerato (come il pugnale) dalla legge italiana come "arma propria", la cui naturale designazione è cioè l'offesa alla persona, pertanto l'acquisto e la detenzione richiedono una autorizzazione da parte della questura di appartenenza e la successiva denuncia, al pari di qualsiasi arma da fuoco consentita.

## Nell'arte
- L'agente segreto protagonista del romanzo La cruna dell'ago di Ken Follett, usa abitualmente lo stiletto come arma rapida e silenziosa.
- Nella novella La Dama bianca di Grazia Deledda la nobildonna utilizza lo stiletto per vendicare l'uccisione del marito.
- La sicaria Yor Forger / Thorn Princess, del manga di Tatsuya Endo Spy × Family, si serve di due stiletti per eliminare i suoi bersagli, come dichiarato dall'autore.